# Gotoh
Gotoh est un fabricant japonais de mécaniques pour guitare et guitare basse.